# Las Tunas (ciudad)
Las Tunas es una ciudad cubana situada hacia el centro de la parte más occidental de la región oriental y más conocida como " El balcón del Oriente Cubano" . Es la capital de la provincia de igual nombre. También conocida como la "Capital de la escultura cubana".
Las Tunas es el nombre de la Provincia y del Municipio principal. En la Provincia cuenta con 198 361 habitantes, según datos de la Oficina Nacional de Estadísticas de 2012, es la mayor ciudad de la provincia y la séptima provincia del país, precedida por las ciudades de La Habana, Santiago de Cuba, Camagüey, Holguín, Santa Clara y Guantánamo.
El nombre de Las Tunas proviene del cactus del mismo nombre que actualmente prolifera en patios, jardines, azoteas y varios rincones de la ciudad. Según refiere la historia oral en los corrales de San Gregorio, estaba ubicada la gran hacienda ganadera de Jesús Gamboa, rico jerarca local a cuyas fincas iban comerciantes de Puerto Príncipe, Bayamo y Manzanillo. Su ganado era de fama y todo el que venía a adquirirlo solía decir —voy para la hacienda de Las Tunas— tanto fue repetida la frase que perduró en el vocabulario popular y como en esa zona creció luego el pueblo pues quedó con el nombre de Las Tunas, al fundarse la ciudad en 1796.

## Geografía

### Ubicación
- Latitud: 20°57′25″ N
- Longitud: 76°57′13″ 0
- Altitud sobre el nivel del mar: 90 m
- Distancia N-S: 4 km
- Distancia E-O: 7 km

### Extensión y densidad de población municipal
- Superficie del término municipal: 895,34 km²
- Población total del término municipal: 202 000 habitantes
- Densidad de población del término municipal: 148,24 hab/km² (datos de 2012)

### Municipio
El municipio de Las Tunas, con sus 895,34 km², es el tercero más extenso de la provincia con el 13,6 %, y el 34 más extenso de Cuba. En cuanto a población es el más poblado de la provincia con 198 361 habitantes, el 36,5 % del total; y el número 9 del país.
Además de la ciudad de Las Tunas, en el municipio se encuentran los asentamientos de Bartle, Cuatro Caminos....

### Municipios fronterizos
- Por el norte: Manatí y Puerto Padre.

- Por el este: Majibacoa.

- Por el sur: Jobabo y Río Cauto (Granma).

- Por el oeste: Jobabo y Guáimaro (Camagüey).

## Transporte
Por su estratégica situación en la entrada del Oriente de Cuba, Las Tunas es cruzada por la carretera y el ferrocarril central, las vías más importantes del país. La ciudad es también un importante nudo vial que la vinculan con los demás municipios de la provincia.

### Carreteras
- Carretera Central (conecta con las provincias vecinas de Camagüey y Holguín)
- Carretera Las Tunas - Bayamo
- Carretera Las Tunas - Puerto Padre
- Carretera Las Tunas - Jobabo
- Carretera Las Tunas - Manatí

### Ferrocarriles
- Ferrocarril Central
- Ferrocarril Las Tunas - Manatí

### Transporte aéreo
El Aeropuerto Hermanos Ameijeiras (IATA: VTU, OACI: MUVT), gestionado por ECASA, se encuentra a 4 kilómetros de la ciudad en dirección noroeste. Ofrece vuelos regulares a La Habana.

## Clima
El clima predominante en Las Tunas es del tipo cálido tropical, con estación lluviosa en el verano. En la temporada que va aproximadamente de noviembre a abril, las variaciones del tiempo y el clima se hacen más notables, con cambios bruscos en el tiempo diario, asociados al paso de sistemas frontales, a la influencia anticiclónica de origen continental y de centros de bajas presiones extratropicales. De mayo a octubre, por el contrario, se presentan pocas variaciones en el tiempo, con la influencia más o menos marcada del Anticiclón del Atlántico Norte. Los cambios más importantes se vinculan con la presencia de disturbios en la circulación tropical (ondas del este y ciclones tropicales).
- Temperatura media anual. 25 °C
- Temperatura media enero: xx°C
- Temperatura media julio: xx°C
- Temperatura mínima alcanzada: xx°C, en la madrugada del xx de xx de 19xx
- Temperatura máxima alcanzada: 37 °C, el xx de xx de 19xx
- Precipitación:
  - Total: xx mm
  - Número de días de precipitaciones: xx

## Historia
La ciudad se funda el 26 de septiembre de 1796 en torno a la Parroquia San Jerónimo, en terrenos donados por los dueños de las propiedades colindantes que llamaron a los vecinos y esclavos a fundar el poblado.
En 1823 se construyó la primera cárcel, designándose como su alcalde al sargento retirado Don Francisco Salazar. Si el reo era de buena posición se pagaba los gastos durante el presidio, si era indigente o esclavo lo costeaban los vecinos.
Para 1846 la parte urbana de Las Tunas estaba poblada por 1.275 vecinos, que habitaban en 142 casas de mampostería y dos de embarrado y guano. Había además dos escuelas, una para niñas y otra para varones.
En 1848 le fue otorgado a Las Tunas el título de Villa, concediéndosele la jurisdicción propia.
En 1852 contaba Las Tunas con cuatro barrios, denominados Hormiguero, Colón, Fomento y Jurisdicción.
En 1853 por Real Cédula se le otorga a Las Tunas el título de ciudad.
El 26 de septiembre de 1876 durante la guerra de independencia Vicente García y sus hombres incendiaron la ciudad para que no cayera en manos españolas nuevamente, por esa razón apenas han llegado a nuestros días edificios de la época colonial. Aparte del antiguo ayuntamiento, hoy Museo Provincial Vicente García y el antiguo Teatro Rivera, hoy Teatro Tunas, la ciudad no cuenta con edificios de algún valor arquitectónico. Lamentable fue la demolición, en los primeros años de la Revolución, del Hotel Plaza, que con su peculiar forma arquitectónica se levantaba en el lugar donde existe hoy la Plaza Martiana, frente al Teatro Tunas.
(...)
El 6 de noviembre de 1859 se publica el primer número del primer periódico que tuvo la ciudad "El Hórmigo".
En 1859 se publica en la imprenta "El Hórmigo" el primer folleto titulado "Ordenanzas municipales del fiel pueblo de Las Tunas".
El 28 de febrero de 1860 se publica en la propia imprenta el primer libro titulado "Flores del alma" cuyo autor fue Manuel Agustín Nápoles Fajardo, hermano de El Cucalambé. Manuel Agustín firmaba sus escritos con el anagrama de Sanlope, correspondiente a su primer apellido. Como homenaje a ese primer libro fue escogida su firma para darle nombre a la actual editorial de Las Tunas.

## Población
Según datos de la Oficina Nacional de Estadísticas a fecha de 2012, Las Tunas (ciudad) cuenta con 162 000 habitantes. Su evolución demográfica dibuja un crecimiento sostenido.

## Repartos
| - Primero (centro de la ciudad) - Segundo - La Victoria - Aguilera - Santo Domingo - Pena - La Loma - Aurora - Las 40 - Los Pinos | - Velázquez - Sosa - Casa Piedra - Israel Santos - Buena Vista - Alturas de Buena Vista - Propulsión - Aeropuerto - Reparto Militar - Metalúrgico |

## Símbolos

### Escudo
El escudo de Las Tunas fue seleccionado por concurso en 1937, oficialmente identifica la ciudad desde el 9 de enero de 1939. Su diseñadora fue Mary Cruz Medina, lo presentó en una pintura al óleo sobre tela, polícroma y enmarcada en madera y metal repujado.
El escudo consta de cuatro cuarteles o departamentos, los cuales pueden describirse de la siguiente manera:
- En la parte superior izquierda aparece la figura de un insecto volador muy conocido por su laboriosidad: la abeja, la cual simboliza el trabajo y la vocación activa del pueblo tunero. Esta área es de tonalidad azul, como el mar que nos circunda, el cielo que nos protege y tres franjas de nuestra Bandera Nacional.
- En la parte superior derecha está la imagen de una llave, que representa la posición geográfica que ocupa Las Tunas en el mapa geográfico cubano, entre el legendario Camagüey y el indómito Oriente. El cuartel tiene fondo rojo, como el triángulo de la enseña patria, en recordación a la sangre derramada por los mejores hijos de esta tierra en sus cruentas luchas por la libertad.
- La parte inferior izquierda recoge la imagen de una ceiba, el árbol que cobijó a nuestros guerreros del siglo XIX y alrededor del cual se fundó la ciudad. Este símbolo de la flora autóctona se encuentra insertado dentro de un contexto de tonalidades verdes, tan recurrente en el panorama rural del territorio.
- En la parte inferior derecha aparecen las ruinas del cuartel de las 28 columnas, antiguo bastión militar del colonialismo español en la ciudad, hoy escuela elemental. Simboliza la derrota de las huestes ibéricas en la zona. También figura la imagen de una mujer, cuya participación en nuestras luchas es reconocida por la historiografía. Además, una hoguera, símbolo de las veces que fue quemada la ciudad en holocausto a la libertad. La planta llamada tuna es una sugerencia acerca de por qué se llama así esta comarca.
- Al pie del escudo, aparece una leyenda, que es un fragmento de la frase dicha por el Mayor General Vicente García González el 26 de septiembre de 1976, cuando, al incendiar la ciudad, dijo: «Tunas, con dolor en mi alma te prendo candela, pero prefiero verte quemada antes que esclava». De ahí la divisa del escudo: quemada antes que esclava.

### Himno
El Himno de Las Tunas data de fecha reciente, fue compuesto por el compositor José Antonio Miranda Torres (Las Tunas, 1957). En su letra se hace referencia a sus hombres y mujeres, a los principales hechos que han marcado su historia local, y a Juan Cristóbal Nápoles Fajardo "El Cucalambé", sin dudas el más grande poeta nacido en estas tierras.
Texto completo del Himno de la Ciudad de Las Tunas
Tunas,

Tus hijos se forjan en la llama

Que simboliza un pueblo que prefiere

Arder dos veces todo lo que quiere

Antes que opriman lo que más ama.

Tus mujeres flores de Virama

que guardan la ternura de Guarina

Pero su cabeza nunca inclinan

Cuando el ejemplo de Mercedes lo reclama.

Del Cornito fuiste al universo

Cuando el alma del bardo se inspiró

Para inmortalizarte con sus versos

Que a esta tierra de ensueños le cantó.

Del mambí trazaste tu camino

Que si de nuevo tienes que elegir

Por tu ciudad, tus hijos , su destino

Quemada antes que esclava preferir

Quemada antes que esclava preferir.

## Parques
- Parque Vicente García
- Parque Maceo
- Plaza Calé
- Parque 26 de Julio
- Plaza Vicente García
- Parque de Diversiones

## Salud
La ciudad de Las Tunas posee dos hospitales cabeceras (Hospital Pediátrico Mártires de Las Tunas y el Hospital General Docente Ernesto Guevara) y cuatro policlínicos (Aquiles Espinosa, Pity Fajardo, Gustavo Aldereguía, Guillermo Tejas).

## Economía

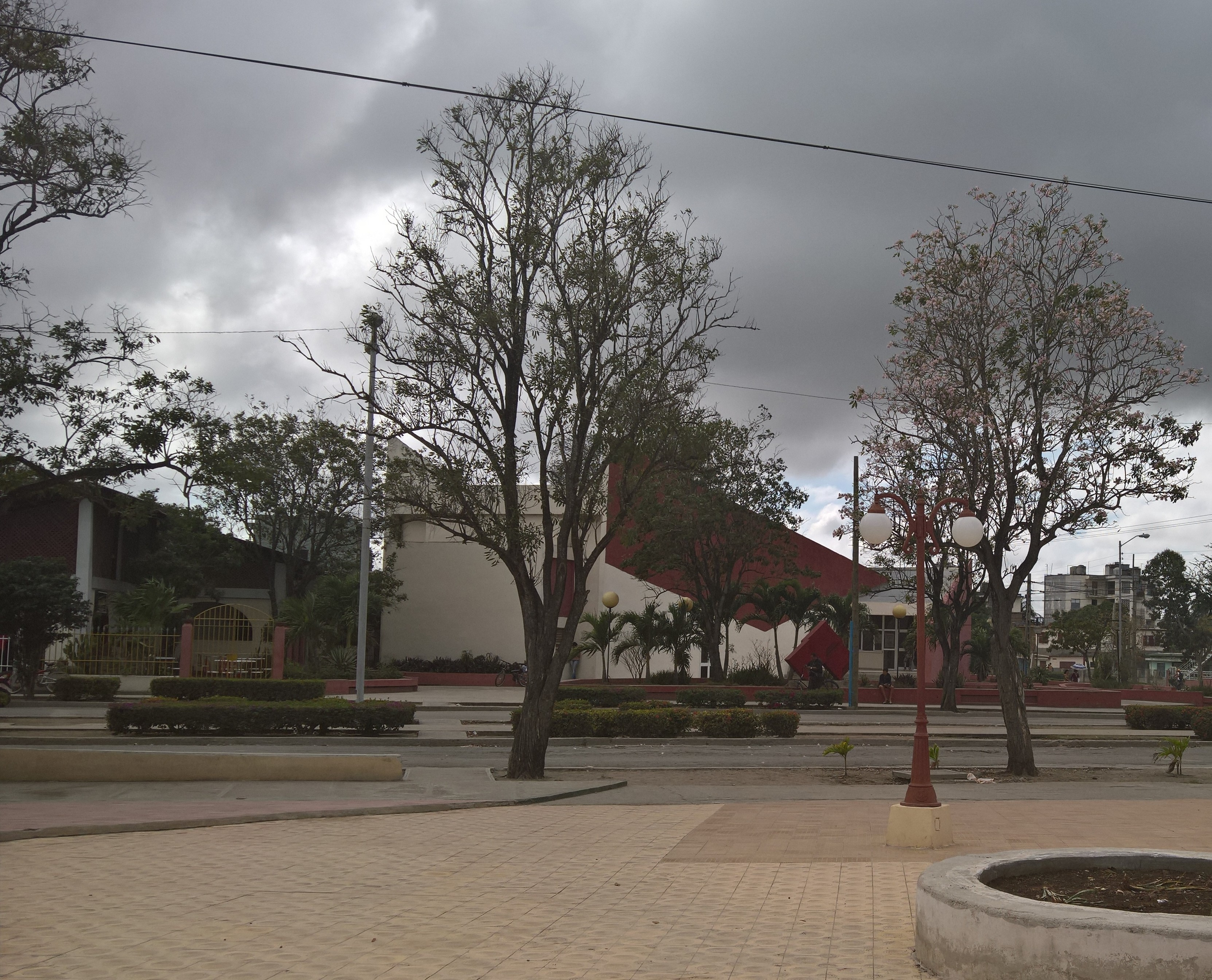
Plaza del Tanque de la ciudad de Las Tunas.

La economía de Las Tunas está basada en el sector agropecuario, sobre todo en el sector azucarero, aún con un peso importante en la producción mercantil de la provincia, otros rublos de importancia son el tabaco, la ganadería para la producción de carne y leche.
En la actualidad también se fomenta la cría de ganado menor, y aves de corral, así como el impulso a cultivos no tradicionales como el de garbanzo, llevado a cabo de manera muy exitosa en la zona norte de la provincia, con rendimientos muy prometedores, aún en su fase inicial.
Otro renglón que tiene presencia es el turismo internacional, con cotos de caza y un motel de excelentes condiciones naturales y de servicios en una zona casi virgen del litoral ubicada entre Puerto padre y Manatí: La playa Covarrubias.
Playa Covarrubias cuenta con un único hotel, el Hotel Brisa Covarrubias. El único de tipo todo incluido en la provincia de Las Tunas.
La provincia produce además, derivados de la caña de azúcar de varios tipos.
En el sector industrial se destacan la siderurgia, con 1 laminador de aceros inoxidables y laminador de aceros corrugados, también posee una importante fábrica de estructuras metálicas  y carpintería de aluminio.

## Medios de comunicación
En la ciudad se publica el Periódico 26, único de la provincia, con tirada semanal.
Una emisora de radio Radio Victoria transmite desde Las Tunas para toda la provincia.
Las Tunas también cuenta con un canal local de televisión: TunasVisión que transmite por la frecuencia del canal 65.
Adicionalmente en toda la provincia se recibe la señal de los cinco canales naciones cubanos, y de varias emisoras de radio que transmiten desde las provincias vecinas, y las de alcance nacional.
Con la nueva implementación de puntos WiFi en Cuba por parte de ETECSA, se han abierto varios puntos en esta provincia: Los más visitados serán: Plaza Martiana, Tanque de Buena Vista y el parque Maceo (estos en el municipio cabecera). También el Parque Emiliano Salvador (municipio Puerto Padre) y en el Parque Jesús Menéndez (municipio homónimo).

## Cultura

### Actividades culturales
Las Tunas dispone de una vida cultural activa, comparable a la de otras ciudades tamaño similar. Existen en la ciudad XX teatros con sus respectivas programaciones, la Casa de la Cultura "Tomasa Varona", y varios cines. Está en construcción una sala de conciertos con un aforo de 500 personas...
Hay en Las Tunas además varias salas de exposiciones y galerías de arte.
La Biblioteca Provincial "José Martí" es la más importante de la provincia.
En la ciudad se programan actividades de transcendencia nacional, como la Jornada Cucalambeana, celebrada en la última semana del mes de junio e inicio de julio de todos los años. Es el principal evento de la décima, un estilo de poesía oriundo de Cuba. Su creador fue Juan Nápoles y Fajardo, conocido por e Cucalambé, de ahí el nombre del evento. Todas las actividades se realizan en la antigua finca de su creador.

### Museos
- El Museo Provincial de Las Tunas, situado en el antiguo edificio del ayuntamiento, en el corazón de la ciudad contiene varias colecciones...
- El Museo Casa Natal Vicente García
- El Museo 26 de Julio, dedicado a las luchas clandestinas antes de 1959

## Gastronomía
En la gastronomía tunera destaca la Caldosa, un plato típico al que se le atribuyen propiedades energizantes y cuya popularización en todo el país llegó de la mano de una popular canción homónima de inicios de los 80.

## Ocio

### Compras
La principal zona comercial se concentra en el centro de la ciudad. Las tiendas más concurridas son "La Casa Azul" y "La Época".
También cuenta con el Centro Comercial “ Las Antillas ”, con una variedad de artículos de interés para el pueblo. Entre otros centros donde igual se comerzializa.

### Las noches tuneras
La vida nocturna de la capital tunera, se ubica en la zona central de la ciudad, desde la conocida "Fuente de las Antillas" hasta "El parque de la India" como se conoce un pequeño parque situado alrededor de una escultura nombrada "Mestizaje". El Hotel Cadillac situado en el boulevard es punto de reunión de muchos turistas extranjeros que visitan la ciudad. Otro lugar de interés es el Centro Cultural "Huellas", que consta de una Galería de Arte y un centro nocturno donde se suceden agradables "descargas".Uno de los célebres personajes más conocidos de las noches tuneras es Karenia, excelente bailadora tropical.

## Fiestas

### Carnaval
Comienza el 18 de septiembre y tiene una duración de cinco días.
Tiene una sección de Carnaval infantil, consistente en comparsas, congas y carrozas, siendo niños los músicos y los bailarines.
Para los mayores, se pone música en todas las esquinas, se vende puerco asado en puestos callejeros, en las plazas tocan orquestas todas las noches y cada dos manzanas se instala una pipa (camión cisterna) de cerveza dispensada.

### Jornada Cucalambeana
La Jornada Cucalambeana es un gran acontecimiento cultural no solo en Las Tunas, sino también para toda Cuba. Es considerada la fiesta suprema del campesinado cubano. Ha sido expresión viva de la creación artística y de la vida sociocultural en las zonas rurales. Altamente significativa por la calidad y el poder de convocatoria alcanzado, ha logrado articular de forma armónica las expresiones espirituales arraigadas en el campesinado cubano y los distintos elementos de la cultura material. La motivación fundamental es conmemorativa, se realiza alrededor de cada aniversario del natalicio de Juan Cristóbal Nápoles Fajardo "El Cucalambé", el 1.º de julio, con el objetivo de rendirle homenaje y revitalizar el conocimiento de la obra de quien fuera en el siglo XIX el decimista por excelencia
Se celebra anualmente en la Finca El Cornito, aunque sus variadas actividades se extienden por otras zonas de la ciudad y de toda la comarca. El amplio programa incluye canturías en las que los improvisadores son los protagonistas del arte de repentizar, elección de la Flor de Birama, una de las actividades más arraigadas, pues jóvenes de las provincias de Cuba concursan para representar la belleza física y espiritual de la mujer. Tiene lugar además peñas del humor, guateques en asentamientos rurales y el Catauro de la Décima, uno de los espacios más importantes donde se alternan los temas y modos tradicionales con la forma más actual de abordar la décima escrita, y se realizan presentaciones de libros de autores nacionales e iberoamericanos en general. Se habilitan áreas para los juegos tradicionales campesinos, bailes y danzas tradicionales, exposiciones de artesanía, salón nacional de paisaje y décima mural.

### Otras celebraciones
Jornada Cucalambeana
Festival Iberoamericano de la Décima
Festiva CINEMAAZUL
Festival Internacional de Magia Ánfora
Carnaval de las Tunas

## Monumentos y lugares de interés
- La Plaza Martiana, una joya de la arquitectura que le rinde tributo al Héroe Nacional de Cuba. Posee uno de los relojes de sol más grandes del continente, el cual aparte de dar la hora con bastante precisión, anuncia otros 5 eventos astronómicos e históricos, plasmados en su piso de mármol. El arquitecto líder de esta obra es Domingo Antonio Alás Rosell.
- La Fuente de las Antillas, obra de la reconocida artista Rita Longa. Es un conjunto escultórico que narra una vieja leyenda de amor de la zona y realiza una representación de la isla de Cuba en el cuerpo de una mujer.
- La Casa Insólita. Conjunto recreativo con numerosos experimentos físicos y matemáticos que sorprende a todos los visitantes, también del arquitecto Domingo Antonio Alás Rosell.

## Deportes
- Equipo de béisbol, con el sobrenombre de Los Leñadores.

## Tuneros ilustres
- Héroes de las guerras de independencia
  - Vicente García.
  - Juan Fernández Ruz.
  - José Sacramento León.
  - Francisco Vega.
  - Francisco Varona.
  - Brígida Zaldívar.
  - Ramón Ortuño.
  - Julián Santana.
  - Francisco Muñoz Rubalcava.
  - Pedro Gamboa Ruz.

- Escritores
  - Juan Cristóbal Nápoles Fajardo "El Cucalambé". Llevó a sus versos el ambiente rural de la finca "El Cornito" en las cercanías de la ciudad de Las Tunas, donde pasó su infancia. Animado por uno de sus abuelos, desde muy joven aprendió latín y leyó a Virgilio y Horacio, conoció a los poetas españoles Garcilaso y Villegas. A pesar de su alta cultura en los poemas de "El Cucalambé" son comunes las expresiones propias de los campesinos cubanos. Su obra clasifica dentro del Criollismo y el Ciboneyismo. La popularidad de sus décimas no se agota, muchos las memorizan sin haberlas leído de tanto que las han oído repetir, a veces sin saber quien las escribió. Por eso se dice que su obra está más ligada a la voz que a las letras, y no se concibe una fiesta campesina cubana sin recitar o cantar sus versos al compás de una guitarra.
  - Guillermo Vidal. Dossier del escritor. Novelista, editor y crítico
  - Andrés Casanova. Narrador, poeta y crítico
  - Marta Pérez Leyva. Poetisa
  - Lesbia de la Fé Dotres. Biografía de la escritora. Narradora, narradora infantil, poetisa, crítico, Editora y promotora cultural
  - María Liliana Celorrio. Biografía de la escritora. Narradora, poetisa, crítico, editora y promotora cultural

- Músicos
  - Norge Batista Albuerne. (Músico, cantautor, guitarrista y compositor)
  - Barbarito Diez.
  - Rogelio Díaz Castillo. (compositor)

- Artistas
  - Adria Santana. (Actriz)
  - Rafael Ferrero Lores. (Escultor)
  - Óscar Laureliano Aguirre Comendador. (Escultor)
  - Alfonso Silvestre. (Actor)
  - Yordan Nápoles Carán. (Bailarín folclórico, sobrino de Juan Cristóbal Nápoles Fajardo)

- Deportistas
  - Teófilo Stevenson.(Multicampeón Mundial y Olímpico)
  - Yoelkis Cruz. (Pelotero)
  - Lázaro Bruzón. (Campeón Nacional de Ajedrez en múltiples ocasiones)
  - Osmani Urrutia. (Campeón de Bateo en 4 temporadas)
  - Hermidelio Urrutia. (Pelotero)
  - Pablo Civil. (Pelotero)
  - Damián Austin. (Boxeo)
  - Yordan Álvarez (Béisbol)

## Leyendas Tuneras

### El Caballo Blanco o El Indio sin Cabeza
Desde los tiempos de la colonia, de boca en boca ha llegado hasta nuestros días la extraña leyenda del CABALLO BLANCO que hacía sus apariciones silenciosas a la media noche y siempre guiado por el INDIO SIN CABEZA. Esta aparición es presagio de tragedia y sangre en la población. Cuando ocurre algún espantoso asesinato alguien siempre asegura que la noche anterior vio al indio del caballo blanco cabalgando por alguna desierta calle tunera.
Un mural en una de las paredes interiores del hotel "Tunas" refleja esta historia.

### El fantasma del Ahogapollos
Esta leyenda, también data de los orígenes del poblado. Por aquella época la superstición, aún en las personas mejores preparadas era notoria y cualquier hombre por valiente que fuera temblaba de terror ante la idea de tropezarse con fantasmas o “aparecidos”. Todo comenzó una noche densamente oscura en la que amenazaba un fuerte aguacero, una mujer sola en su casa notó una pequeña luz roja en los márgenes del río Ahogapollos, para ella se trataba con total seguridad el espíritu de algún alma en pena. La oscilante luz horrorizó a la mujer, que espantada se encerró en su humilde casa a esperar a su marido, cuando este llegó a casa le contó todo, adicionándole las cosas que el pánico le hizo ver.
A la mañana siguiente después de una noche de insomnio y de terror, marido y mujer se encargaron de llevar la noticia a todas las casas de los vecinos y más de uno, seguramente sin haber visto nada, aseguró que también había visto luces elevándose al cielo desde el cercano cementerio.
La misteriosa luz continuaba apareciendo en las noches oscuras, siempre en el mismo sitio y llevando la misma dirección. La fantasía popular llegó a hacer de la luz algo como una cosa extraordinaria. El terror se había apoderado de los vecinos, llegando los más supersticiosos a encerrarse en sus casas al caer la noche. Se dice que todavía hoy, en las noches más oscuras, hay quien ve luces al cruzar los pequeños puentes peatonales sobre el río Ahogapollos.

## Ciudades hermanadas
- *  Arroyo Seco (municipio), Querétaro:[3][4]